# Ministerium für Disziplinaraufsicht
Das Ministerium für Disziplinaraufsicht (chinesisch 监察部, Pinyin Jiānchábù), auch bekannt als MOS (englisch: Ministry of Supervision), war ein Ministerium des chinesischen Staatsrats.
Die Aufgaben wurden 2018 in die Nationale Aufsichtskommission der Volksrepublik China (中华人民共和国国家监察委员会) übertragen und das Ministerium damit aufgelöst.

## Liste der Minister
- 1949–1954 Tan Pingshan
- 1954–1959 Qian Ying
- 1959–1987 Posten abgeschafft
- 1987–1993 Wei Jianxing
- 1993–1998 Cao Qingze
- 1998–2003 He Yong
- 2003–2007 Li Zhilun
- 2007–2013 Ma Wen
- 2013–2016 Huang Shuxian
- 2016–2018 Yang Xiaodu

### Liste der Vorsitzenden der Nationalen Aufsichtskommission
- seit 2018 Yang Xiaodu